# 圣克里斯托利德布莱
圣克里斯托利-德布莱（法語：Saint-Christoly-de-Blaye，法語發音：[sɛ̃ kʁistɔli də blaj]，意为“布莱的圣克里斯托利”）是法国吉伦特省的一个市镇，属于布莱区。

## 地理
圣克里斯托利-德布莱（45°7'50"N, 0°30'29"W）面积28.06 平方千米，位于法国新阿基坦大区吉倫特省，该省份为法国西南部沿海省份，是法國本土面积最大的省，北起滨海夏朗德省，西临大西洋，南至朗德省，东南接洛特-加龍省，东临多爾多涅省。
与圣克里斯托利-德布莱接壤的市镇（或旧市镇、城区）包括：索贡、圣萨万、贝尔松、锡夫拉克德布莱、圣吉龙代盖维韦、圣维维安德布莱、特亚克。
圣克里斯托利-德布莱的时区为UTC+01:00、UTC+02:00（夏令时）。

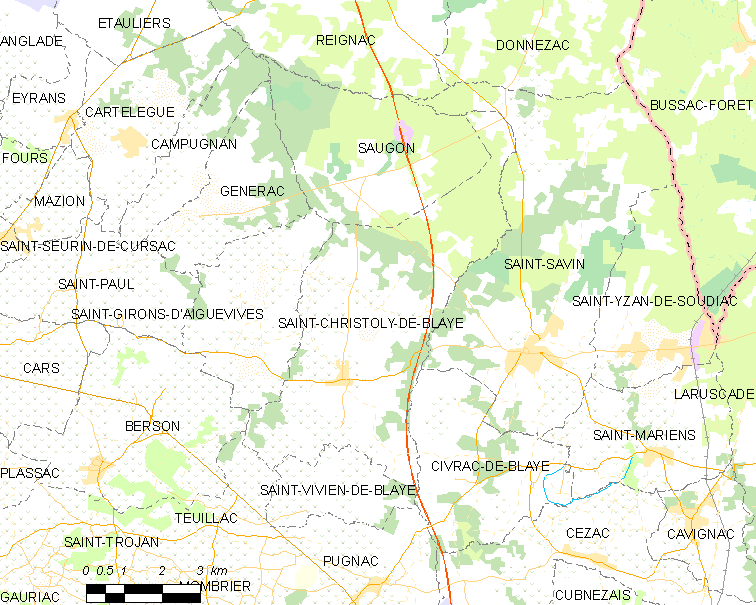
圣克里斯托利-德布莱的OSM定位图

## 行政
圣克里斯托利-德布莱的邮政编码为33920，INSEE市镇编码为33382。

## 政治
圣克里斯托利-德布莱所属的省级选区为北吉伦特县。

## 人口

1962-2008年间圣克里斯托利-德布莱人口变化图示

圣克里斯托利-德布莱于2022年1月1日时的人口数量为1889人。